# GPI kotva
GPI kotva je molekulární aparát, který umožňuje periferní připojení bílkoviny na buněčnou membránu, a to přes glykofosfatidylinositol (GPI), jenž kovalentně spojuje protein s fosfolipidem na membráně.

## Struktura

Stavba tzv. lipidového raftu, v němž se zřejmě GPI-vázané proteiny koncentrují. Spodní strana směrem od membrány musí být chápána jako mimobuněčná, horní strana je vnitrobuněčná. GPI jsou vyznačeny pod číslem (6)

Z chemického hlediska má tři základní složky:
1. vlastní fosfolipid zabudovaný v lipidové dvouvrstvě buněčné membrány, konkrétně se jedná o fosfatidylinositol (PI)
2. uprostřed umístěný oligosacharidový řetězec, který se váže na C6 hydroxyl inositolu na jedné straně a na fosfátovou skupinu na straně druhé; tento oligosacharid je obvykle tetrasacharidový řetězec tvořený manózou a glukózou
3. vlastní protein vázaný přes ethanolaminfosfát amidovou vazbou mezi C-terminálním karboxylem proteinu a aminoskupinou ethanolaminu

Mohou se vyskytovat i obměny tohoto základního schématu.
GPI kotva je na cílové proteiny (které se vyznačují řadou hydrofobních aminokyselin na C-terminu) vázána v endoplazmatickém retikulu (ER). Splynutím váčku z ER s buněčnou membránou se takové GPI-vázané proteiny dostávají na vnější stranu cytoplazmatické membrány buněk. Odstranění GPI-vázaných proteinů z membrány zase umožňují jisté PI-specifické fosfolipázy C.

## Funkce
GPI kotva může mít v buňce několik funkcí:
- Umožňuje rychlejší laterální pohyb proteinu po membráně, než kdyby se jednalo o klasický transmembránový protein, jenž překračuje membránu. Je to logické, protože vazba na jediný fosfolipid v jednom listu membrány umožňuje mnohem snazší difúzi, než když se protein asociuje s oběma listy membrány. To by mohlo urychlovat reakci buněk na konkrétní podněty.[2]
- Někdy jsou GPI-vazebné proteiny využívány jako dobře regulovatelný krok v signálních kaskádách v buňce[2]
- V jistých epiteliárních buňkách může GPI zacílit daný protein do apikálních částí cytoplazmatické membrány,[2] jindy zase GPI nesmí vstupovat do klathrin-bohatých oblastí na membráně a koncentruje se v kaveolách[1] nebo v lipidových raftech[3]
- Ve vzácných případech existuje na membránách např. Leishmanií volný glykofosfatidylinositol několika typů s neurčitou funkcí[1]

Porucha v syntéze GPI může způsobovat onemocnění paroxysmální noční hemoglobinurii.

## GPI-vázané proteiny
Ke známým proteinům, které se vážou na membránu přes GPI, patří acetylcholinesteráza červených krvinek, alkalická fosfatáza ve střevě a placentě, rozpadový akcelerační faktor (DAF) červených krvinek, 5′-nukleotidáza např. u T-lymfocytů, Thy-1 antigen, variabilní povrchový glykoprotein trypanozom či třeba určité typy kadherinů (T-kadherin).